# 나오시마 마사유키

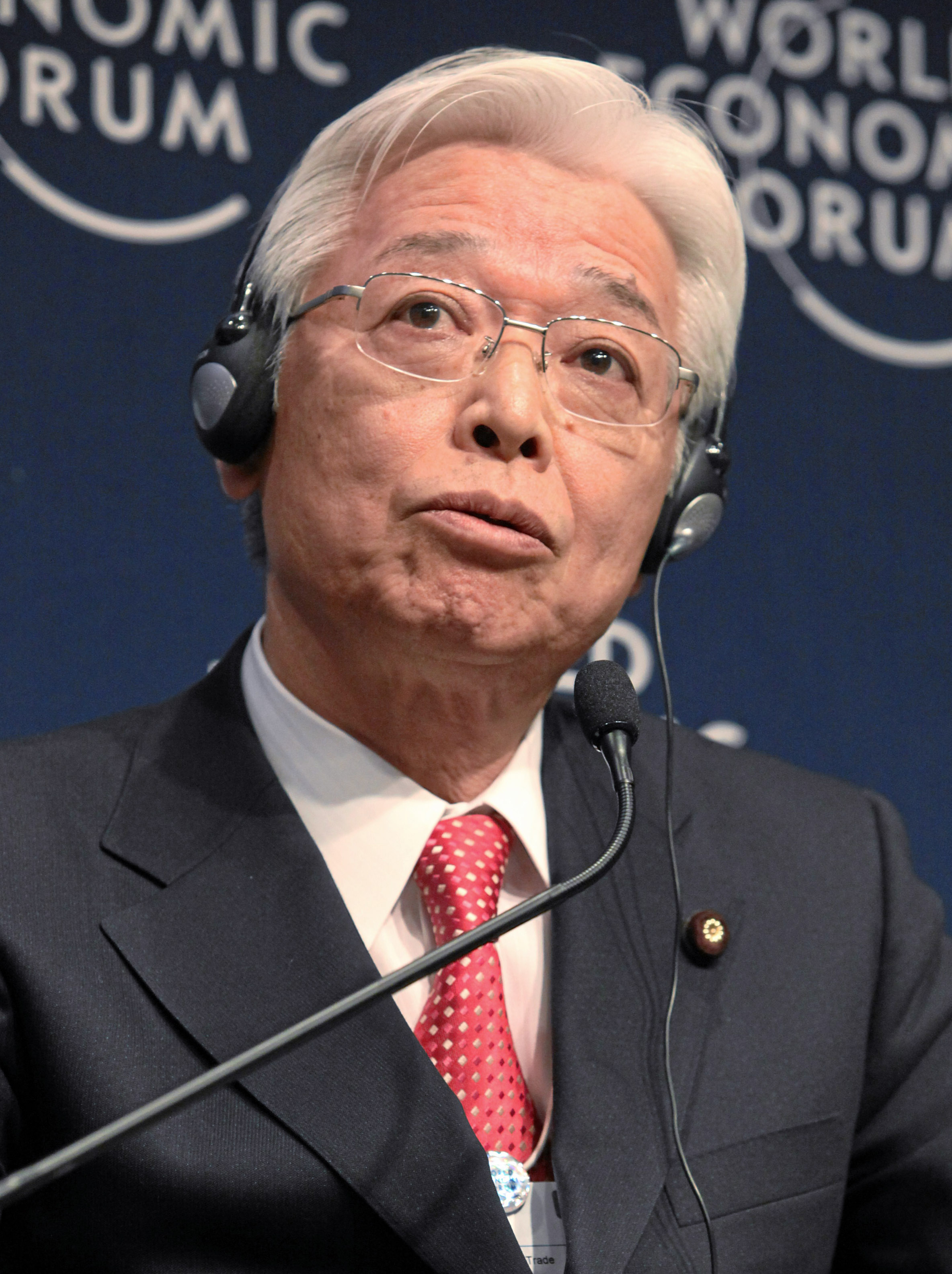
나오시마 마사유키(세계 경제 포럼, 2010년 1월 30일)

나오시마 마사유키(일본어: 直嶋 正行, 1945년 10월 23일 ~ )는 일본의 정치인으로, 참의원·하토야마 유키오 내각, 간 나오토 내각에서 경제산업대신을 역임하였다. 참의원 운수 위원장, 민주당 정책 조사회 회장 등도 지낸 바 있다.

## 같이 보기
- 하토야마 유키오 내각
- 간 나오토 내각